# Leptotarsus (Chlorotipula) albistigma
Leptotarsus (Chlorotipula) albistigma is een tweevleugelige uit de familie langpootmuggen (Tipulidae). De soort komt voor in het Australaziatisch gebied.